# Mahoromatic
Mahoromatic (ほろまてぃっく, Mahoromatikku) is een romantische sciencefiction-comedy-manga en -anime met elementen van tragisch drama. Het verhaal gaat over een gewezen vrouwelijke androidsoldaat, Mahoro. Uit schuldgevoel over haar acties tijdens haar dagen als strijder besluit ze om de rest van haar tijd te besteden als huishoudster van de zoon van haar overleden commandant.

## Personages
Mahoro Andou
Een androide door VESPER gemaakt om een buitenaardse invasie in de jaren 80 te bestrijden. Ze is ontzettend krachtig en snel. Na haar diensttijd heeft ze nog maar een beperkte levensduur en besluit om als huishoudster voor Suguru Misato te gaan werken. Ze heeft een vrolijk karakter en is vriendelijk tegenover zo ongeveer iedereen.
Suguru Misato
Een middelbare scholier die beide ouders heeft verloren. Hij neemt Mahoro in dienst omdat hij zelf niet goed is in het huishouden. Hij heeft een IQ van 130 en is populair bij de meisjes.
Slash
Een zogenaamde "support mech" met het uiterlijk van een zwarte panter. Hij stond Mahoro terzijde in haar strijd tegen de buitenaardse invasie en kan ieder moment opgeroepen worden door Mahoro.